# Minoru Yamasaki
Minoru Yamasaki (1. prosince 1912, Seattle, USA – 7. února 1986, Bloomfield Hills, Detroit, USA) byl americký architekt japonského původu. Jeho nejznámějším dílem bylo Světové obchodní centrum, jehož budovy byly zničeny při teroristických útocích 11. září 2001.

## Život
Yamasaki vystudoval University of Washington v Seattlu. Ekonomická recese jej přiměla k tomu, aby se přestěhoval do New Yorku. Práci našel v architektonickém ateliéru Shreve, Lamb and Harmon (autoři Empire State Building).
Postupně se stal velmi žádaným architektem. V jeho díle je patrná inspirace prvky islámské architektury, které dokázal zakomponovat do moderních staveb. Stavěl nejen ve Spojených státech, ale i v Evropě a Asii, kde byl oblíbeným architektem saúdské královské rodiny.
Zemřel na rakovinu ve věku 73 let.

### Osobní život
Roku 1941 se poprvé oženil, později to udělal ještě třikrát. Při čtvrté svatbě v roce 1969 si znovu vzal svou první ženu.

## Dílo – výběr
- St. Louis Airport, St. Louis, Missouri, 1951-56
- Sídliště Pruitt-Igoe, St. Louis, Missouri, 1955 (1972 zbořeno)
- American Concrete Institute, Detroit, Michigan, 1958
- Dhahran Air Terminal, Dhahran, Saúdská Arábie, 1959-61
- Muzeum Pacific Science Center, Seattle, Washington, 1962
- Prentis Building and DeRoy Auditorium Complex, Detroit, Michigan, 1962–64
- Hudební konzervatoř, Oberlin College, Ohio, 1963
- Synagoga North Shore Congregation Israel, Glencoe, Illinois, 1964
- Century Plaza Hotel, Century City, Los Angeles, Kalifornie, 1961-66
- Synagoga Beth-El, Bloomfield Township, Detroit, Michigan, 1968-74
- Century Plaza Towers, 1969-73, Los Angeles, Kalifornie
- One Williams Center, Tulsa, Oklahoma, dokončeno 1975
- Performing Arts Center, Tulsa, Oklahoma, 1973-76
- Saudi Arabian Monetary Agency Headquarters, Rijád, Saúdská Arábie, 1973-82
- Světové obchodní centrum, New York, 1973
- Torre Picasso, Madrid, Španělsko, 1982-88

## Galerie

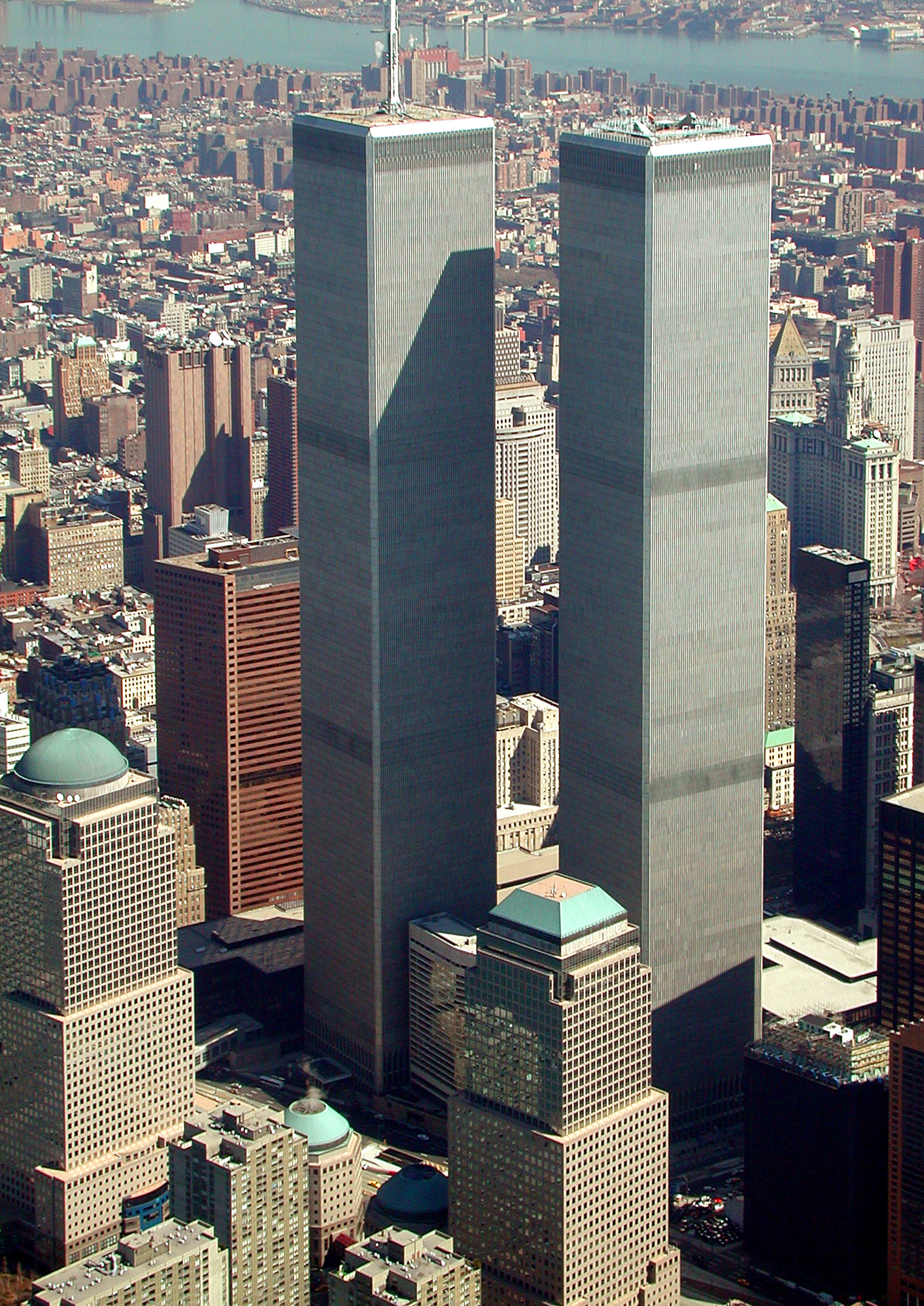
Světové obchodní centrum
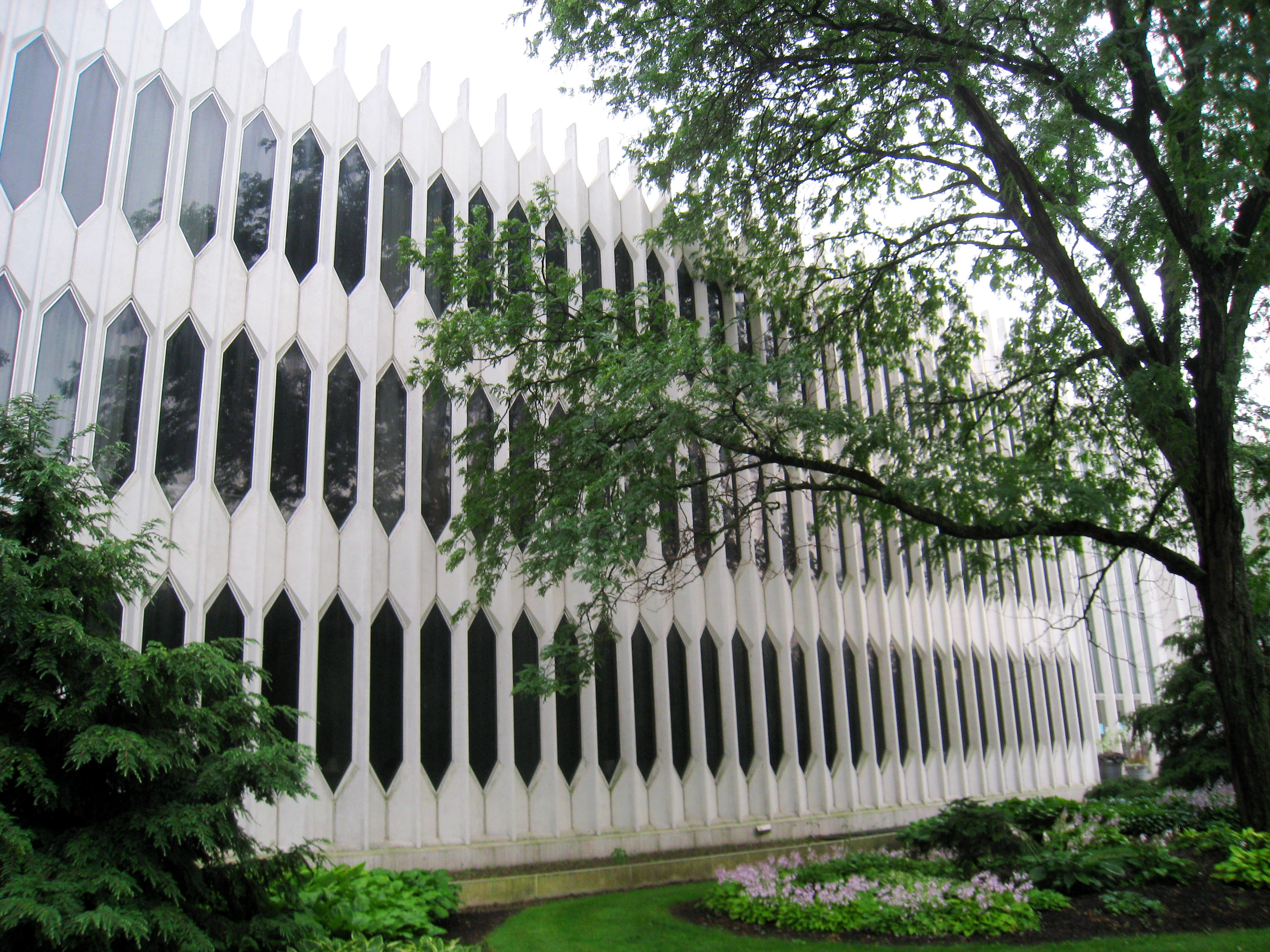
Hudební konzervatoř, Oberlin College, Ohio
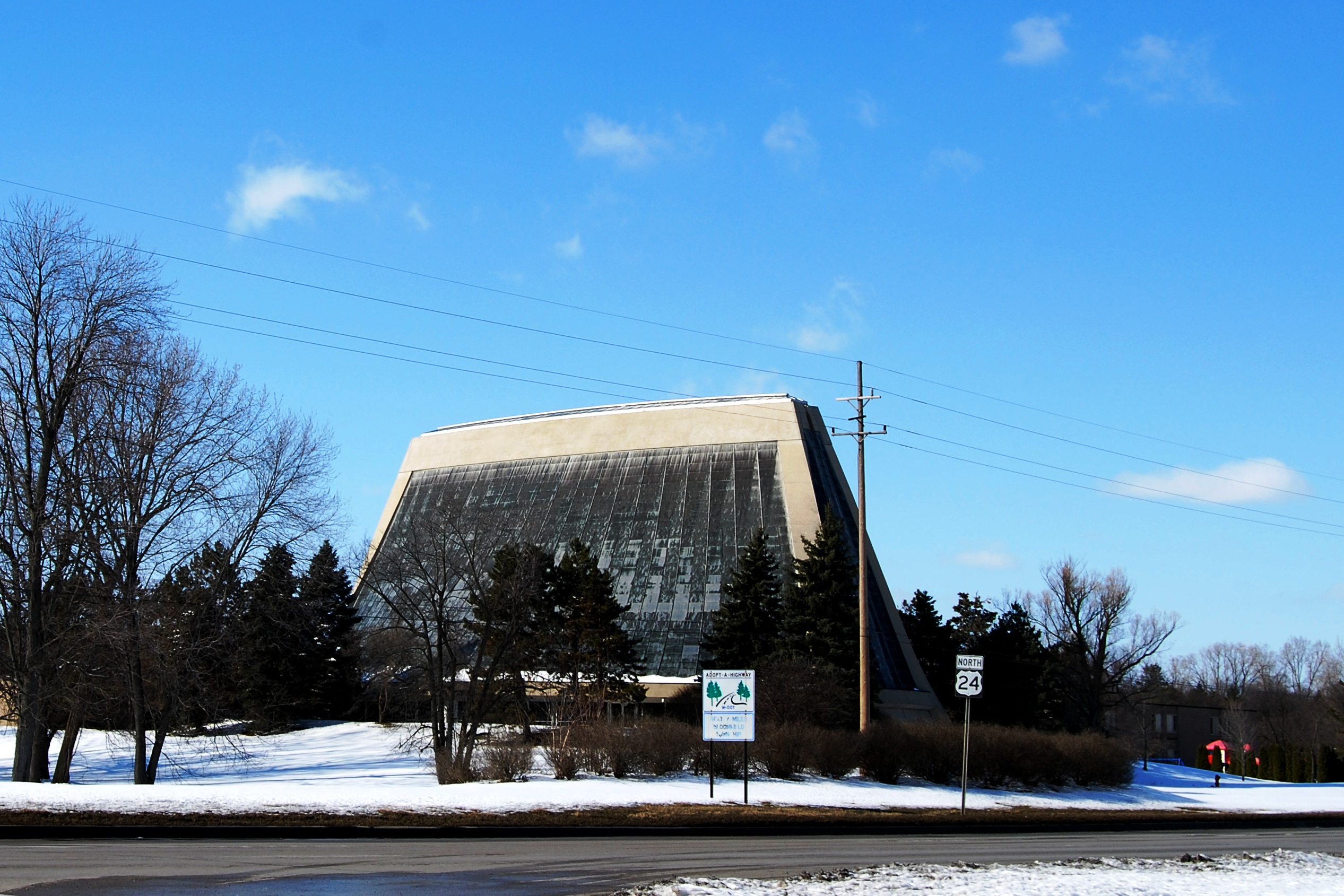
Synagoga Beth-El, Bloomfield Hills, Detroit, Michigan
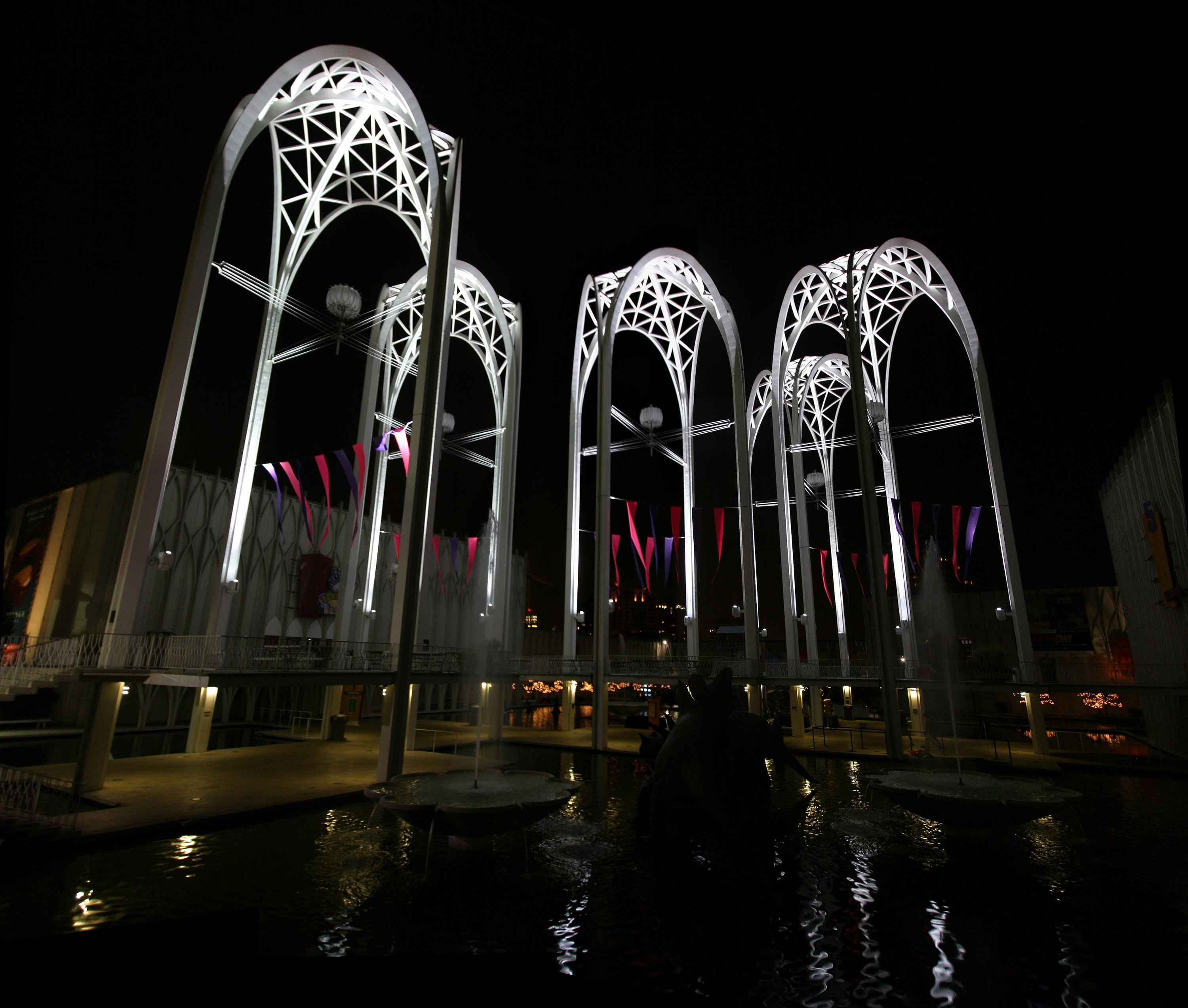
Pacific Science Center, Seattle, Washington
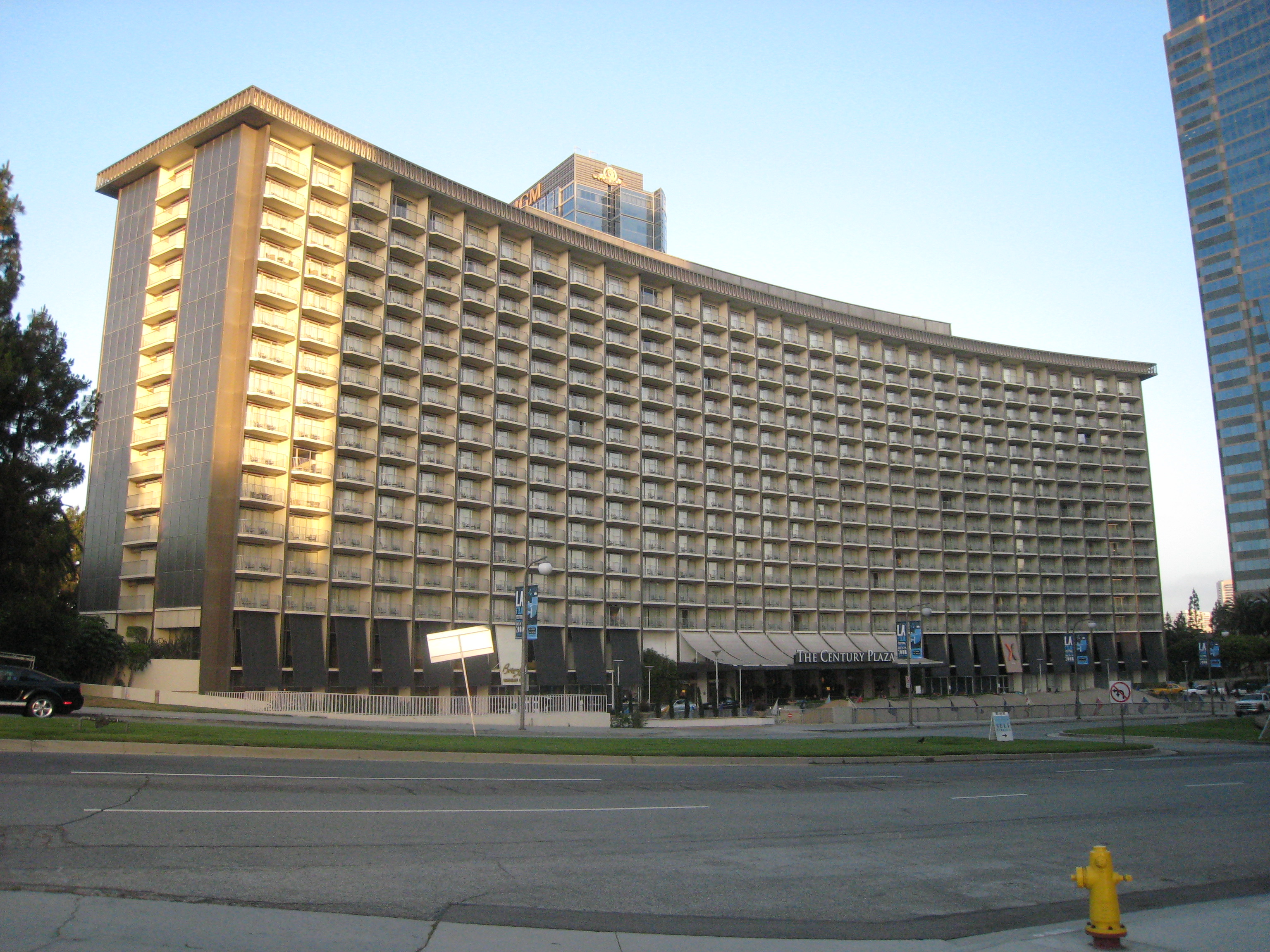
Century Plaza Hotel, Los Angeles, Kalifornie